# 2036: Nexus Dawn
2036: Nexus Dawn là phim ngắn khoa học viễn tưởng neo-noir của Mỹ năm 2017. Cùng với 2048: Nowhere to Run và Blade Runner Black Out 2022, 2036: Nexus Dawn là một trong ba phim ngắn tiền truyện của phim điện ảnh Tội phạm nhân bản 2049 (2017). Phim ngắn được ra mắt vào ngày 30 tháng 8 năm 2017, gần năm tuần trước ngày phim điện ảnh được công chiếu. Phim ngắn có sự tham gia của nam diễn viên Jared Leto trong vai Niander Wallace, một nhân vật trong Tội phạm nhân bản 2049, cùng với Benedict Wong. Phần kịch bản của phim ngắn do hai nhà biên kịch của Tội phạm nhân bản 2049 Hampton Fancher và Michael Green đảm nhiệm, và Luke Scott, con trai của đạo diễn phần phim Blade Runner gốc Ridley Scott, ngồi ghế đạo diễn.
Phim lấy bối cảnh tại một thành phố Los Angeles giả tưởng vào năm 2036, 13 năm trước những sự kiện của Tội phạm nhân bản 2049, kể về cuộc gặp mặt giữa Wallace và các "nhà làm luật" để thuyết phục họ đồng ý cho dòng người nhân bản mới của anh được đưa vào sản xuất.

## Nội dung
Niander Wallace được gọi tới để trình bày về tham vọng sản xuất thế hệ người nhân bản mới. Wallace được cảnh báo rằng việc anh đang làm là bất hợp pháp và không được phép đưa ra tranh luận, nhưng Wallace lại trả lời lại rằng chính bản thân họ hiện đang tranh luận về việc đó. Wallace chỉ ra rằng hệ sinh thái của Trái Đất đang sụp đổ và cách duy nhất để duy trì sự sống toàn nhân loại là sử dụng các người nhân bản làm nguồn nhân công giá rẻ. Anh cũng cho biết thế hệ người nhân bản mới hoàn toàn vô hại đối với con người, và những nhà làm luật cảm thấy hoài nghi về điều này. Để chứng minh ý kiến, anh yêu cầu trợ lý của mình, một người nhân bản thế hệ Nexus-9, cố tình cứa da của nhân, và tự quyết định chấm dứt cuộc sống của Wallace hoặc của chính nhân. Người nhân bản này sau đó đã tự cứa cổ mình khiến những nhà làm luật sửng sốt. Và một lần nữa Wallace hỏi lại họ về việc chấp thuận việc sản xuất thế hệ người nhân bản mới này.

## Diễn viên
- Jared Leto vai Niander Wallace, nhà sản xuất người nhân bản
- Benedict Wong vai Nhà làm luật
- Ned Dennehy vai Nhà làm luật 2
- Ade Sapara vai Nhà làm luật 3
- Ania Marson vai Nhà làm luật 4
- Set Sjöstrand vai Người nhân bản Nexus-9

## Phát hành
Ngày 29 tháng 8 năm 2017, các nguồn tin cho biết Denis Villeneuve đã lựa chọn ba nhà làm phim để thực hiện ba phim ngắn về các sự kiện quan trọng diễn ra trong khoảng thời gian giữa hai bộ phim Blade Runner và Tội phạm nhân bản 2049. Phim ngắn đầu tiên, 2036: Nexus Dawn, được ra mắt vào ngày 30 tháng 8 năm 2017, gần năm tuần trước ngày phim điện ảnh được công chiếu.